# 殷贵
殷贵（？—？），字锦波，直隶天津人，中华民国军事将领。

## 生平
殷贵毕业于天津武备学堂。清朝末年，曾充新建陆军左翼（翼长姜桂题）第一营后队右哨哨官、陕西汉中镇总兵。
中华民国时期，殷贵获授陆军中将，曾任热河朝阳镇守使。1922年9月5日，获将军府承威将军。